# The King Is Dead (álbum)
The King Is Dead é o sexto álbum de estúdio pela banda norte-americana The Decemberists, lançado a 14 de Janeiro de 2011 pela editora discográfica Capitol Records. Alcançou a primeira posição na tabela musical Billboard 200, com 94 mil cópias vendidas na sua semana de estreia.  Em novembro de 2011, a banda lançou o EP de sobras de estúdio intitulado "Long Live the King".

## Gravação
The King Is Dead foi gravado em meados de 2010, com a maior parte sendo feita em um período de seis semanas no celeiro de uma fazenda de 80 acres chamado Pendarvis Farm, próximo à Portland, Oregon. Especula-se que o título do álbum seja uma homenagem ao disco The Queen Is Dead, do The Smiths, em grande parte devido à conhecida influência de Colin Meloy pela banda. O álbum foi co-produzido por Tucker Martine. Ao menos três das dez músicas - “Down by the Water”, “Rise to Me” e “June Hymn” - foram apresentadas ao vivo em 2010. Meloy disse que o R.E.M. foi a sua principal influência musical para compor boa parte do álbum, e três músicas, “Don’t Carry It All”, “Calamity Song” e “Down by the Water”, tem a participação do guitarrista Peter Buck..  O álbum foi lançado em 18 de janeiro de 2011. Em 26 de janeiro de 2011, se tornou o primeiro álbum da banda a alcançar o topo da parada nos Estados Unidos.
Em 1º de Novembro de 2011, o EP "Long Live the King" foi lançado, contendo seis músicas gravadas durante as sessões de The King Is Dead.

## Recepção
| Críticas profissionais | Críticas profissionais |
| Pontuações agregadas   | Pontuações agregadas   |
| Fonte                  | Avaliação              |
| ---------------------- | ---------------------- |
| Metacritic             | 77/100                 |
| Avaliações da crítica  |                        |
| Fonte                  | Avaliação              |
| Allmusic               | [ 13 ]                 |
| BBC                    | (positivo)             |
| The Boston Phoenix     | [ 15 ]                 |
| Consequence of Sound   | [ 16 ]                 |
| Pitchfork Media        | 7.2/10                 |
| Rolling Stone          | [ 18 ]                 |
| The Skinny             | [ 19 ]                 |
| Slant Magazine         | [ 20 ]                 |
| SPIN                   | 7/10                   |

The King Is Dead recebeu uma nota 77 de 100 no Metacritic. A revista Uncut colocou o álbum sob o número 26 de sua lista de Melhores 50 álbuns de 2011, enquanto a revista Rolling Stone classificou o álbum como o 7º melhor de 2011.
O álbum estreou no topo da Billboard 200 com 94.000 cópias vendidas nos EUA em sua primeira semana, de acordo com a Nielsen SoundScan. Até agosto de 2011 já haviam sido vendidas 275.000 cópias.

## Lista de faixas
Todas as faixas escritas e compostas por Colin Meloy. 
| N.º            | Título                 | Duração |  |
| 1.             | "Don’t Carry It All"   | 4:17    |  |
| 2.             | "Calamity Song"        | 3:50    |  |
| 3.             | "Rise to Me"           | 4:59    |  |
| 4.             | "Rox in the Box"       | 3:10    |  |
| 5.             | "January Hymn"         | 3:14    |  |
| 6.             | "Down by the Water"    | 3:42    |  |
| 7.             | "All Arise!"           | 3:10    |  |
| 8.             | "June Hymn"            | 3:58    |  |
| 9.             | "This is Why We Fight" | 5:30    |  |
| 10.            | "Dear Avery"           | 4:52    |  |
| Duração total: | Duração total:         | 40:26   |  |

## Créditos
De acordo com as notas de encarte de The King Is Dead.

### The Decemberists
- Colin Meloy – vocais, violão, violão de 12 cordas, violão barítono, violão tenor, gaita, harmônio, percussão
- Chris Funk – pedal steel, guitarra, banjo, bouzouki
- Jenny Conlee – piano, órgão, acordeão, piano Wurlitzer
- Nate Query – baixo elétrico, violoncelo
- John Moen;– bateria, tamborim, chocalho, percussão, backing vocals

## Músicos adicionais
- Peter Buck – bandolim em "Don't Carry It All", guitarra de 12 cordas em "Calamity Song", guitarra e violão barítono em "Down by the Water"
- David Rawlings – backing vocals em "Don't Carry It All", "June Hymn" e "Dear Avery"
- Gillian Welch – backing vocals em "Don't Carry It All", "Rise to Me", "Rox in the Box", "Down by the Water", "All Arise!", "June Hymn" e "Dear Avery"
- Laura Veirs – backing vocals em "Dear Avery"
- Annalisa Tornfelt – violino em "Don't Carry It All", "Rox in the Box" e "All Arise!"
- Tucker Martine – tamborim em "Calamity Song"

### Produção
- Produzido por Tucker Martine com The Decemberists
- Gravação e mixagem por Tucker Martine
- Masterização por Stephen Marcussen
- Engenheiro assistente: Rich Hipp e Clinton Welander
- Design por Jeri Heiden pela SMOG Design, Inc.
- Ilustrações e lettering por Carson Ellis
- Fotografia por Autumn de Wilde